# Mollahüseyin, Eleşkirt
Mollahüseyin là một xã thuộc huyện Eleşkirt, tỉnh Ağrı, Thổ Nhĩ Kỳ. Dân số thời điểm năm 2011 là 197 người.